# Ferrichrome
Ne doit pas être confondu avec Ferrochrome.
Le ferrichrome est un hexapeptide intervenant comme sidérophore chez certains organismes, qui l'utilisent pour chélater les cations de fer dissous. Il est composé de trois résidus d'ornithine consécutifs portant chacun un groupe hydroxamate [-N(OH)C(=O)C-] enchaînés avec trois résidus de glycine consécutifs fermant le macrocycle.
Les six atomes d'oxygène des groupes hydroxamate forment un complexe à géométrie quasiment octaédrique avec l'ion Fe3+.
Ce composé a été isolé en 1952 et est produit naturellement chez divers genres de mycètes tels qu’Aspergillus, Penicillium et Ustilago.